# Gabriele Dorausch
 (juillet 2019).
Si vous disposez d'ouvrages ou d'articles de référence ou si vous connaissez des sites web de qualité traitant du thème abordé ici, merci de compléter l'article en donnant les références utiles à sa vérifiabilité et en les liant à la section « Notes et références ».
Gabriele “Gabi“ Dorausch née le 12 octobre 1968 à Berlin, est une coureuse cycliste allemande.

## Palmarès sur piste

### Championnats nationaux
- 1985
  - 2e de la vitesse
- 1986
  - 2e de la vitesse
- 1987
  -  championne de la vitesse
- 1988
  - 2e de la course aux points
- 1989
  -  championne de la vitesse
- 1990
  -  championne du 500 mètres
  -  championne de la vitesse